# Korfbal Club Barcelona
Barcelona városának első korfball csapata a 2006. június 5-én megalapított Barcelonai Korfball Klub (KCB).

## Versenyek
A KCB felnőtt csapata az idei bajnokságban (2006-2007) a Katalán Nemzeti Korfball Liga másodosztályának A csoportjában versenyez, a csoportban a következő ellenfelei vannak: Korfbal Valldemia (Mataró), UKSA (Sant Adrià de Besòs), Badalona B (Badalona) és Consultancy Vallparadís (Terrassa).
A KCB csapata, San Cugat del Vallés Városi Tanácsának köszönheti működését, mert a város támogatásával, és szponzorációjával tudott elindulni a klub, és ennek okán vette fel a csapat a KCB San Cugat nevet.
A 2006-2007-es bajnokságban a barcelonai Coloma Középiskolában a KCB két játékosa edzéseket tart gyerekeknek, akik a korosztályos bajnokságok résztvevői, és egyben KCB utánpótlás csapatait alkotják.

## Tagság

### A 2006-2007-es bajnokság felnőtt csapata
| - 3 Jordi Giménez Garcia - 4 Aitor Huguet Navarro - 6 Marta Karima El-Morabet López - 7 Joan Carles Bartra Vidal - 8 Jordi Martinez Rivera - 9 Oliver Francesc Domínguez Quero |  | - 10 Berta Aloma Sese - 11 Marta Ortíz Roca - 12 Julia Hereza Atienza - 13 Magic O'Brayan Parra Alcalde - 14 Javier Navarro Sánchez - 15 Mireia Figuera Sala |  |  |

### Nemzetközi szintű játékosok
- Jonathan Malo Ruiz, a 16 év alatti Katalán válogatott edzője (2006 és 2007-ben). 1998-ban a 19 év alatti, 2002-ben a 21 év alatti, 1996-ban és 1998-ban pedig a 23 év alatti Katalán válogatott játékosa volt.
- Albert Parrón Herrera, 2007-ben a 19 év alatti Katalán válogatott játékosa
- Javier Navarro Sánchez, 2007-ben a 19 év alatti katalán válogatott játékosa.

## Eredmények
2006-2007 – másodosztály A csoportjában harmadik helyezés

## Külső hivatkozás
A klub web site-ja: Barcelonai Korfball Klub